# British Independent Film Awards 2007
La cerimonia di premiazione della 10ª edizione dei British Independent Film Awards si è svolta il 28 novembre 2007 alla Roundhouse, Londra, ed è stata presentata dall'attore James Nesbitt.

## Vincitori e candidati
I vincitori sono indicati in grassetto.

### Miglior film indipendente britannico
- Control, regia di Anton Corbijn
- And When Did You Last See Your Father?, regia di Anand Tucker
- La promessa dell'assassino (Eastern Promises), regia di David Cronenberg
- Hallam Foe, regia di David Mackenzie
- Diario di uno scandalo (Notes on a Scandal), regia di Richard Eyre

### Miglior regista
- Anton Corbijn - Control
- Anand Tucker - And When Did You Last See Your Father?
- Sarah Gavron - Brick Lane
- David Cronenberg - La promessa dell'assassino (Eastern Promises)
- David Mackenzie - Hallam Foe

### Premio Douglas Hickox al miglior regista esordiente
- Anton Corbijn - Control
- Marc Francis e Nick Francis - Black Gold
- Oliver Hodge - Garbage Warrior
- David Schwimmer - Run, Fat Boy, Run
- Steve Hudson - True North

### Miglior sceneggiatura
- Patrick Marber - Diario di uno scandalo (Notes on a Scandal)
- David Nicholls - And When Did You Last See Your Father?
- Matt Greenhalgh - Control
- Steven Knight - La promessa dell'assassino (Eastern Promises)
- Ed Whitmore e David Mackenzie - Hallam Foe

### Miglior attrice
- Judi Dench - Diario di uno scandalo (Notes on a Scandal)
- Anne Hathaway - Becoming Jane - Il ritratto di una donna contro (Becoming Jane)
- Tannishtha Chatterjee - Brick Lane
- Sophia Myles - Hallam Foe
- Kierston Wareing - In questo mondo libero... (It's a Free World...)

### Miglior attore
- Viggo Mortensen - La promessa dell'assassino (Eastern Promises)
- Jim Broadbent - And When Did You Last See Your Father?
- Sam Riley - Control
- Jamie Bell - Hallam Foe
- Cillian Murphy - Sunshine

### Miglior attore o attrice non protagonista
- Toby Kebbell - Control
- Colin Firth - And When Did You Last See Your Father?
- Samantha Morton - Control
- Armin Mueller-Stahl - La promessa dell'assassino (Eastern Promises)
- Cate Blanchett - Diario di uno scandalo (Notes on a Scandal)

### Miglior esordiente
- Sam Riley - Control
- Imogen Poots - 28 settimane dopo (28 Weeks Later)
- Matthew Beard - And When Did You Last See Your Father?
- Bradley Cole - Exhibit A
- Kierston Wareing - In questo mondo libero... (It's a Free World...)

### Miglior produzione
- Black Gold, regia di Marc Francis e Nick Francis
- Control, regia di Anton Corbijn
- Exhibit A, regia di Dom Rotheroe
- Extraordinary Rendition, regia di Jim Threapleton
- Garbage Warrior, regia di Oliver Hodge

### Premio Raindance
- The Inheritance, regia di Charles Henri Belleville
- Exhibit A, regia di Dom Rotheroe
- Tovarisch: I Am Not Dead, regia di Stuart Urban

### Miglior contributo tecnico
- Mark Tildesley - Sunshine
- Enrique Chediak - 28 settimane dopo (28 Weeks Later)
- Trevor Waite - And When Did You Last See Your Father?
- Martin Ruhe - Control
- Colin Monie e David Mackenzie - Hallam Foe

### Miglior documentario britannico
- Il futuro non è scritto - Joe Strummer (Joe Strummer: The Future Is Unwritten), regia di Julien Temple
- Black Gold, regia di Marc Francis e Nick Francis
- Deep Water - La folle regata (Deep Water), regia di Louise Osmond e Jerry Rothwell
- In the Shadow of the Moon, regia di David Sington

### Miglior cortometraggio britannico
- Dog Altogether, regia di Paddy Considine
- À bout de truffe, regia di Tom Tagholm
- Cherries, regia di Tom Harper
- The Girls, regia di Sebastian Godwin
- What Does Your Daddy Do?, regia di Martin Stitt

### Miglior film indipendente straniero
- Le vite degli altri (Das Leben der Anderen), regia di Florian Henckel von Donnersmarck
- Black Book (Zwartboek), regia di Paul Verhoeven
- La vie en rose (La Môme), regia di Olivier Dahan
- Once (Una volta), regia di John Carney
- Non dirlo a nessuno (Ne le dis à personne), regia di Guillaume Canet

### Premio Richard Harris
- Ray Winstone

### Premio Variety
- Daniel Craig

### Premio speciale della giuria
- Robert Beeson, Andi Engel e Pamela Engel